# Théorie de la comparaison sociale
La théorie de la comparaison sociale est une théorie en psychologie, initialement développée par Leon Festinger en 1954, dans son article A theory of social comparison processes. Celle-ci porte sur la manière dont les êtres humains évaluent leurs opinions, d'une part, et leurs aptitudes, d'autre part. En particulier, en l'absence de critère objectifs, la théorie détaille de quelle manière un individu va se comparer aux autres individus.

## Hypothèses
Dans sa théorie initiale, Festinger pose neuf hypothèses principales.

### Hypothèse I: comparaison objective
Les êtres humains ont tendance à évaluer leurs opinions et leurs aptitudes. Ils s'évaluent tout d'abord en utilisant des moyens objectifs et non sociaux.

### Hypothèse II: comparaison avec les autres
Lorsqu'une évaluation objective n'est pas possible, les êtres humains sont amenés à comparer leurs aptitudes et leurs opinions avec celles des autres.

### Hypothèse III: comparaison avec des personnes similaires
Les êtres humains ont tendance à se comparer à des personnes qui leur ressemblent (surtout sur des caractéristiques en lien avec le sujet de la comparaison). Ainsi, l'âge et le sexe auront plus d'importance pour comparer des performances sportives, alors que ces deux caractéristiques influencent peu la maîtrise d'une langue.

### Hypothèse IV: amélioration des aptitudes personnelles
Cette hypothèse énonce une différence entre les opinions et les aptitudes.
L'être humain cherche à améliorer ses aptitudes de manière unidirectionnelle, alors que cette tendance est peu présente en termes d'opinions. On trouve ici l'idée de "faire toujours mieux".

### Hypothèse V: les limites de l'amélioration des aptitudes personnelles
Tout comme l'hypothèse IV, celle-ci ne s'applique qu'aux aptitudes et non aux opinions.
En effet, une personne peut changer son opinion aussi souvent qu'elle le souhaite. Par contre, la tendance à l'amélioration des aptitudes (hypothèse IV) a ses limites. Quelle que soit la motivation de cette personne, il y aura des éléments hors de son contrôle qui vont limiter l'amélioration de ses aptitudes.

### Hypothèse VI: conséquence de la cessation de la comparaison
Lorsqu'il est désagréable de se comparer à d'autres, la personne va avoir tendance à se montrer hostile ou à avoir une mauvaise opinion de ces autres personnes.

### Hypothèse VII: pression pour l'uniformité dans un groupe
Tout facteur augmentant l'importance d'un groupe comme référence pour une opinion ou aptitude donnée, va faire augmenter la pression pour l'uniformisation à l'intérieur de ce groupe.
Lorsque des différences apparaissent entre un individu et le groupe de référence, l'individu va soit tenter de convaincre les membres du groupe, ou va modifier sa position pour se rapprocher du groupe. Cette tendance à l'uniformisation est cependant modérée par les raisons qui ont mené à choisir ce groupe pour faire des comparaisons: sentiment d'appartenance ou de proximité au groupe, par exemple, ou importance sociale du groupe.

### Hypothèse VIII: réduction du champ des comparaisons face à une grande divergence
Lorsqu'une personne est éloignée en termes d'aptitude (soit nettement meilleure ou nettement moins bonne), ou en termes d'opinion, les autres personnes vont avoir tendance à se comparer entre elles, plutôt qu'avec la personne par trop différente. En ce sens, le champ des personnes avec lesquelles les autres personnes se comparent s'en trouve réduit.

### Hypothèse IX: les personnes proches de la médiane du groupe subissent une plus grande pression vers l'uniformisation
Les personnes éloignées de la médiane dans un groupe sont moins encouragées à se rapprocher de cette médiane (en terme d'opinion ou d'aptitude). Ceux qui se trouvent près de la médiane seront tentés de pousser les autres à se rapprocher d'eux, mais seront peu tentés de modifier leurs propres opinions ou aptitudes.

## Types de comparaisons sociales
Cette théorie rend compte de la façon dont on se compare à autrui. Il existe trois types de comparaisons.
- Comparaison ascendante
  - Tendance à se comparer à des personnes que l'on juge supérieures à soi.
  - Caractère dévalorisant si la comparaison est possible (avec des pairs).
- Comparaison descendante
  - Tendance à se comparer à des personnes que l'on juge inférieures à soi.
  - Caractère valorisant si la comparaison est possible (avec des pairs).
- Comparaison latérale
  - Comparaison avec des personnes semblables à soi.

La comparaison ascendante peut aussi consister à trouver des points communs avec les personnes supérieures, dans ce cas la comparaison ascendante devient valorisante.